# Baudonvilliers
Ne doit pas être confondu avec Badonvilliers.
Baudonvilliers est une commune française située dans le département de la Meuse, en région Grand Est.

## Géographie
Le territoire de la commune est limitrophe de quatre communes, dont une commune, Trois-Fontaines-l'Abbaye, se trouve dans le département limitrophe de la Marne et une commune, Chancenay, se trouve dans le département limitrophe de la Haute-Marne. 
| Trois-Fontaines-l'Abbaye (Marne) |                | L'Isle-en-Rigault |
|                                  | Baudonvilliers |                   |
| Chancenay (Haute-Marne)          |                | Sommelonne        |

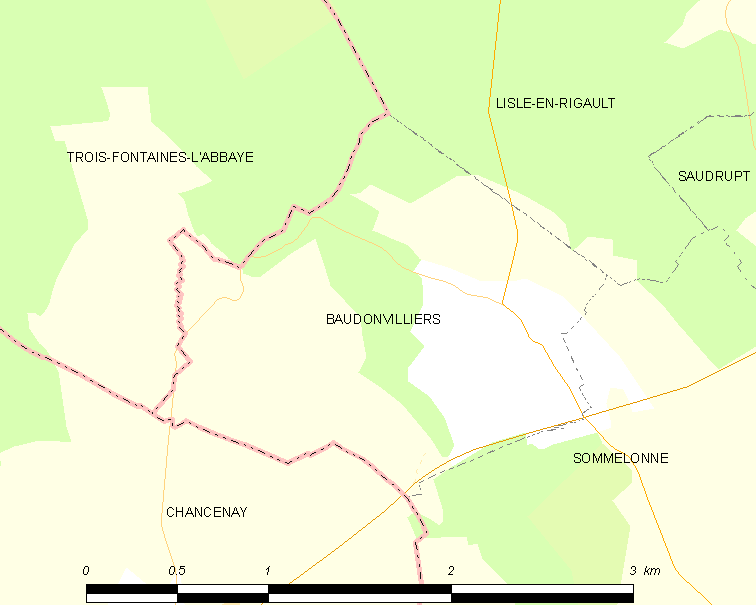
Carte de la commune.
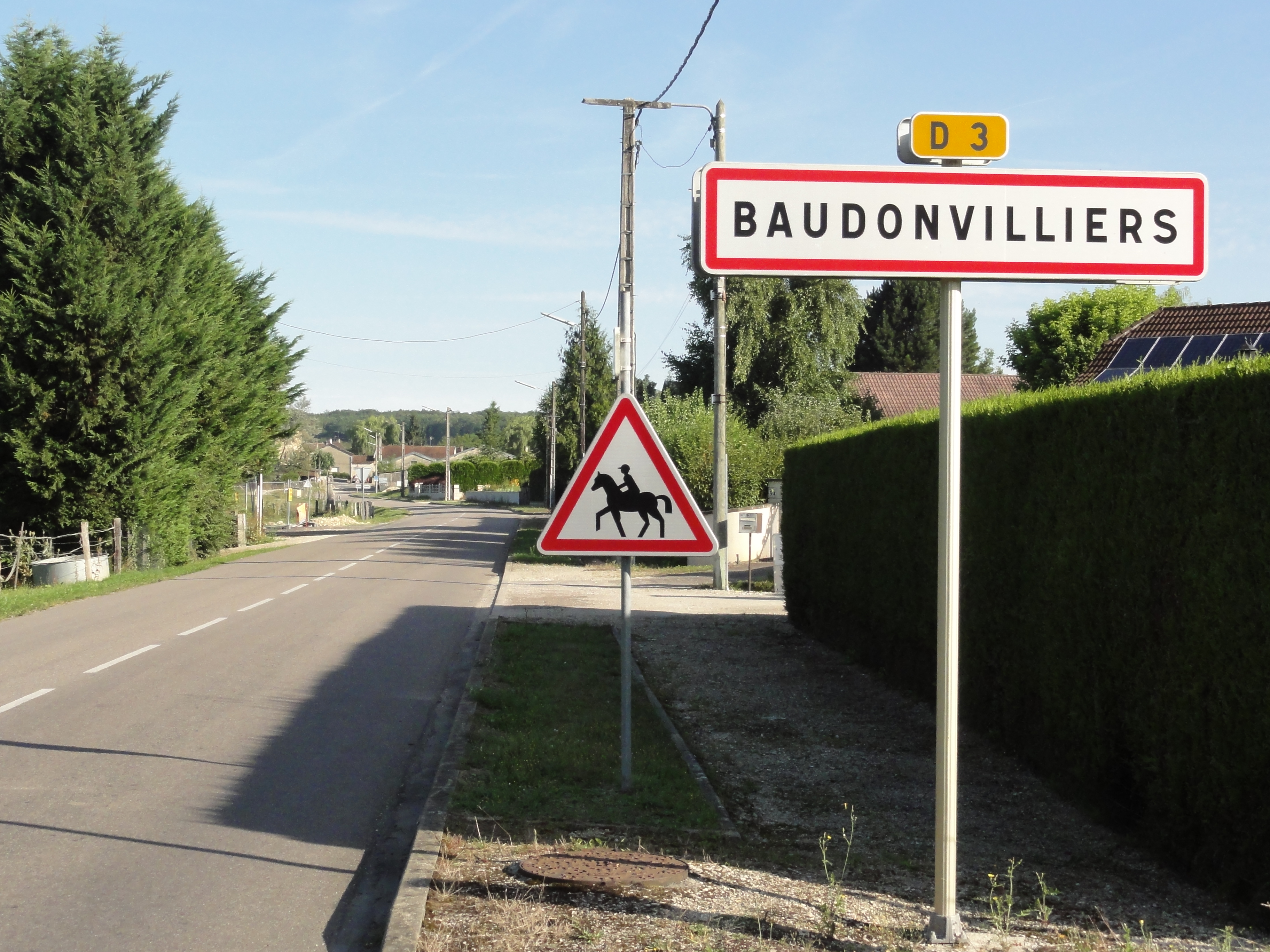
Entrée de Baudonvilliers.

### Hydrographie
La commune est dans la région hydrographique « la Seine de sa source au confluent de l'Oise (exclu) » au sein du bassin Seine-Normandie. Elle est drainée par le ruisseau de Baudonvilliers,.

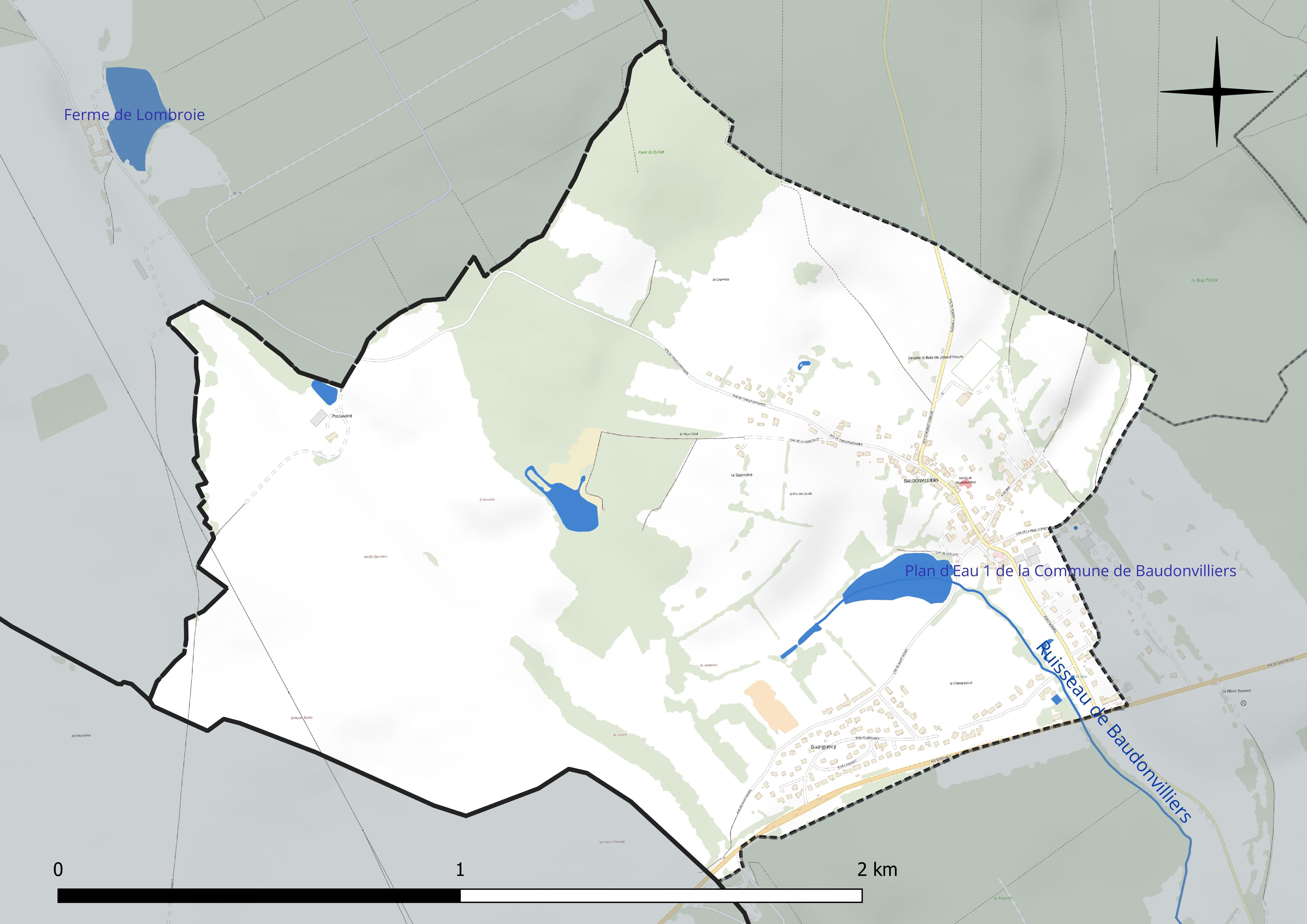
Réseau hydrographique de Baudonvilliers.

Un plan d'eau complète le réseau hydrographique : le plan d'eau 1 de la commune de Baudonvilliers (2,4 ha),.

### Climat
Pour des articles plus généraux, voir Climat du Grand Est et Climat de la Meuse.
En 2010, le climat de la commune est de type climat de montagne, selon une étude du Centre national de la recherche scientifique s'appuyant sur une série de données couvrant la période 1971-2000. En 2020, Météo-France publie une typologie des climats de la France métropolitaine dans laquelle la commune est exposée à un climat océanique altéré et est dans la région climatique  Lorraine, plateau de Langres, Morvan, caractérisée par un hiver rude (1,5 °C), des vents modérés et des brouillards fréquents en automne et hiver. 
Pour la période 1971-2000, la température annuelle moyenne est de 10,1 °C, avec une amplitude thermique annuelle de 15,8 °C. Le cumul annuel moyen de précipitations est de 992 mm, avec 13,8 jours de précipitations en janvier et 9,5 jours en juillet. Pour la période 1991-2020, la température moyenne annuelle observée sur la station météorologique de Météo-France la plus proche, « Saint-Dizier », sur la commune de Saint-Dizier à 7 km à vol d'oiseau, est de 11,6 °C et le cumul annuel moyen de précipitations est de 794,5 mm. 
La température maximale relevée sur cette station est de 41,4 °C, atteinte le 25 juillet 2019 ; la température minimale est de −22,5 °C, atteinte le 14 février 1956,,. 
Les paramètres climatiques de la commune ont été estimés pour le milieu du siècle (2041-2070) selon différents scénarios d'émission de gaz à effet de serre à partir des nouvelles projections climatiques de référence DRIAS-2020. Ils sont consultables sur un site dédié publié par Météo-France en novembre 2022.

## Urbanisme

### Typologie
Au 1er janvier 2024, Baudonvilliers est catégorisée commune rurale à habitat dispersé, selon la nouvelle grille communale de densité à sept niveaux définie par l'Insee en 2022.
Elle est située hors unité urbaine. Par ailleurs la commune fait partie de l'aire d'attraction de Saint-Dizier, dont elle est une commune de la couronne,. Cette aire, qui regroupe 72 communes, est catégorisée dans les aires de 50 000 à moins de 200 000 habitants,.

### Occupation des sols
L'occupation des sols de la commune, telle qu'elle ressort de la base de données européenne d’occupation biophysique des sols Corine Land Cover (CLC), est marquée par l'importance des territoires agricoles (75 % en 2018), en diminution par rapport à 1990 (76,9 %). La répartition détaillée en 2018 est la suivante : 
terres arables (44,4 %), prairies (30,6 %), forêts (15,9 %), zones urbanisées (9,1 %). L'évolution de l’occupation des sols de la commune et de ses infrastructures peut être observée sur les différentes représentations cartographiques du territoire : la carte de Cassini (XVIIIe siècle), la carte d'état-major (1820-1866) et les cartes ou photos aériennes de l'IGN pour la période actuelle (1950 à aujourd'hui).

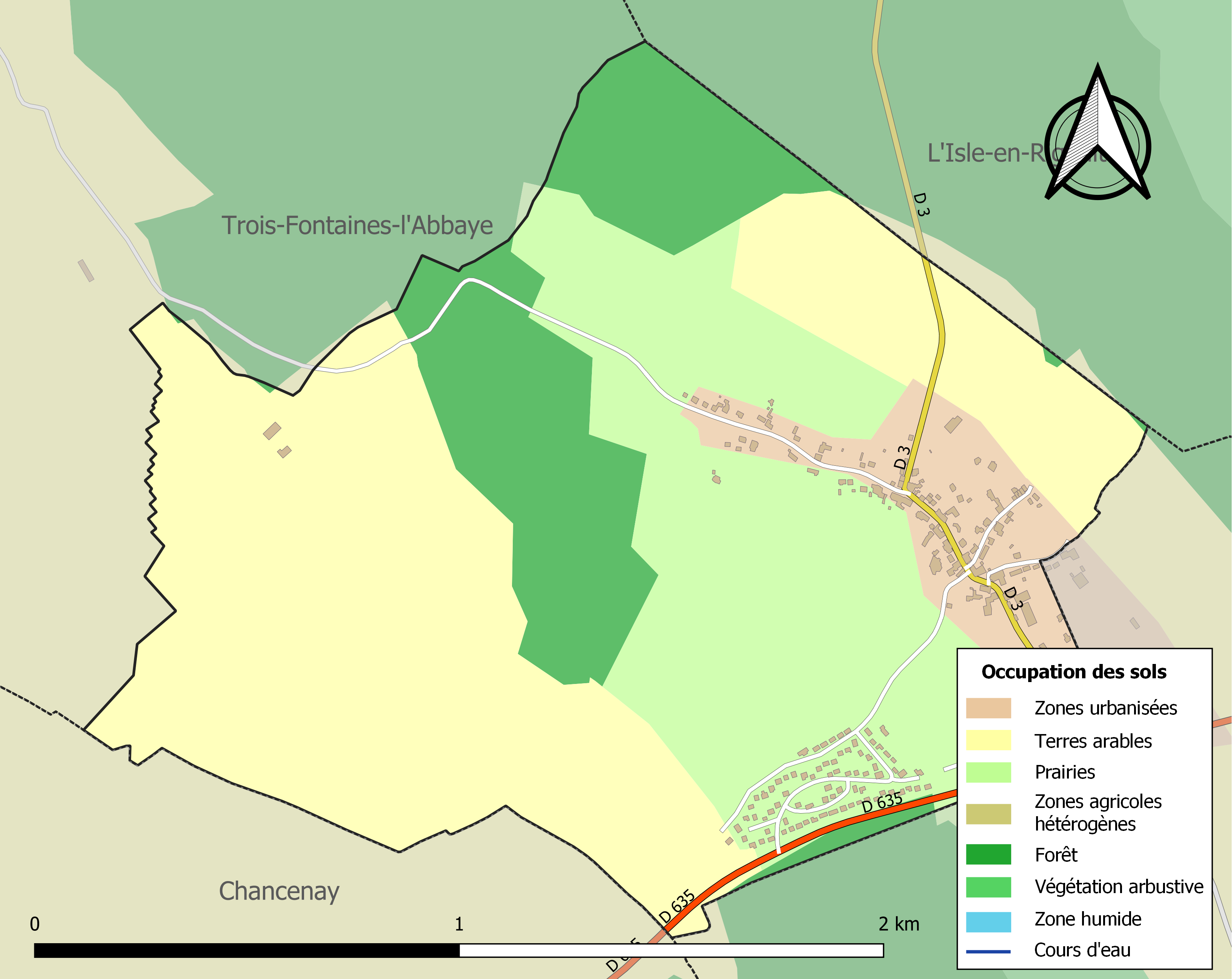
Carte des infrastructures et de l'occupation des sols de la commune en 2018 (CLC).

## Toponymie
Le nom de la localité est attesté sous les formes Baudunviler (1154) ; Baudonvillare (1402) ; Baudainvilliers (1580) ; Baudonvillers (1700) ; Bodonis-Villare.

## Histoire
Pendant la Bataille de Verdun (21 février - 19 décembre 1916), la gare de Baudonvilliers (sur le territoire de la commune de Sommelonne) a été, avec celle de Bar-le-Duc, une des deux têtes de pont de la Voie Sacrée.
Un parc de stockage et un atelier d'entretien des camions utilisés sur la Voie Sacrée y avaient également été installés.

## Politique et administration
| Période                                  | Période      | Identité                                   | Étiquette | Qualité |
| ---------------------------------------- | ------------ | ------------------------------------------ | --------- | ------- |
| Les données manquantes sont à compléter. |              |                                            |           |         |
| avant 1981                               | ?            | Bernard Le Tailleur                        |           |         |
| mars 2001                                | 2010 (décès) | Monique Allard                             |           |         |
| 2010                                     | En cours     | Marc Nicole Réélu pour le mandat 2020-2026 | SE        | Employé |

## Démographie
L'évolution du nombre d'habitants est connue à travers les recensements de la population effectués dans la commune depuis 1793. Pour les communes de moins de 10 000 habitants, une enquête de recensement portant sur toute la population est réalisée tous les cinq ans, les populations de référence des années intermédiaires étant quant à elles estimées par interpolation ou extrapolation. Pour la commune, le premier recensement exhaustif entrant dans le cadre du nouveau dispositif a été réalisé en 2005.

En 2022, la commune comptait 377 habitants, en évolution de −1,57 % par rapport à 2016 (Meuse : −4,4 %, France hors Mayotte : +2,11 %).
| 1793 | 1800 | 1806 | 1821 | 1831 | 1836 | 1841 | 1846 | 1851 |
| ---- | ---- | ---- | ---- | ---- | ---- | ---- | ---- | ---- |
| 230  | 240  | 231  | 261  | 272  | 262  | 271  | 296  | 284  |

| 1856 | 1861 | 1866 | 1872 | 1876 | 1881 | 1886 | 1891 | 1896 |
| ---- | ---- | ---- | ---- | ---- | ---- | ---- | ---- | ---- |
| 257  | 222  | 199  | 205  | 207  | 340  | 195  | 164  | 169  |

| 1901 | 1906 | 1911 | 1921 | 1926 | 1931 | 1936 | 1946 | 1954 |
| ---- | ---- | ---- | ---- | ---- | ---- | ---- | ---- | ---- |
| 163  | 149  | 144  | 134  | 125  | 127  | 125  | 118  | 133  |

| 1962 | 1968 | 1975 | 1982 | 1990 | 1999 | 2005 | 2006 | 2010 |
| ---- | ---- | ---- | ---- | ---- | ---- | ---- | ---- | ---- |
| 148  | 146  | 142  | 461  | 483  | 461  | 454  | 456  | 417  |

| 2015 | 2020 | 2022 | - | - | - | - | - | - |
| ---- | ---- | ---- | - | - | - | - | - | - |
| 388  | 378  | 377  | - | - | - | - | - | - |

## Culture locale et patrimoine

### Lieux et monuments
- L'église Sainte-Margueritte de Baudonvilliers.
- Le monument aux morts.
- L'oratoire.

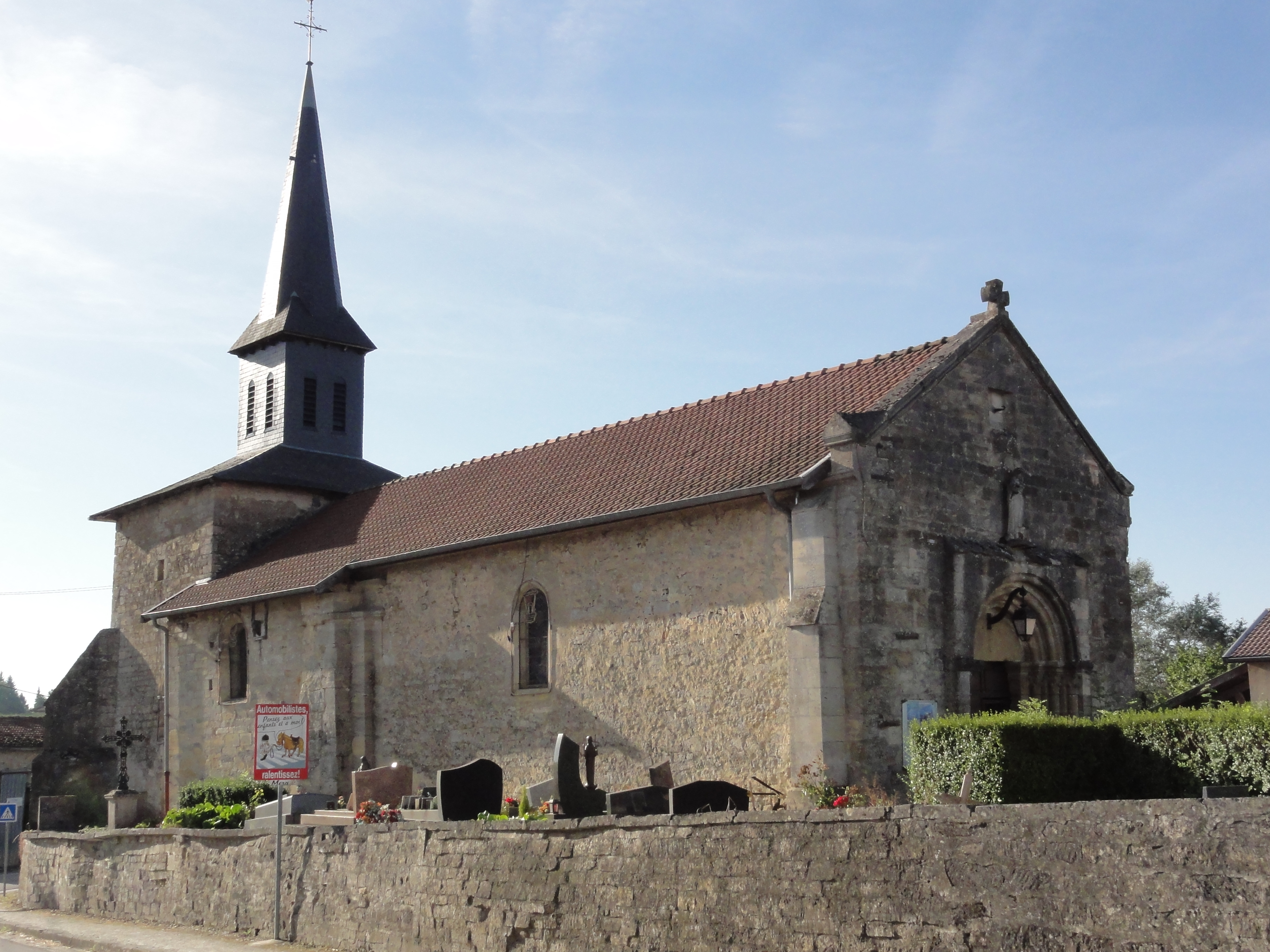
Église Sainte-Margueritte.
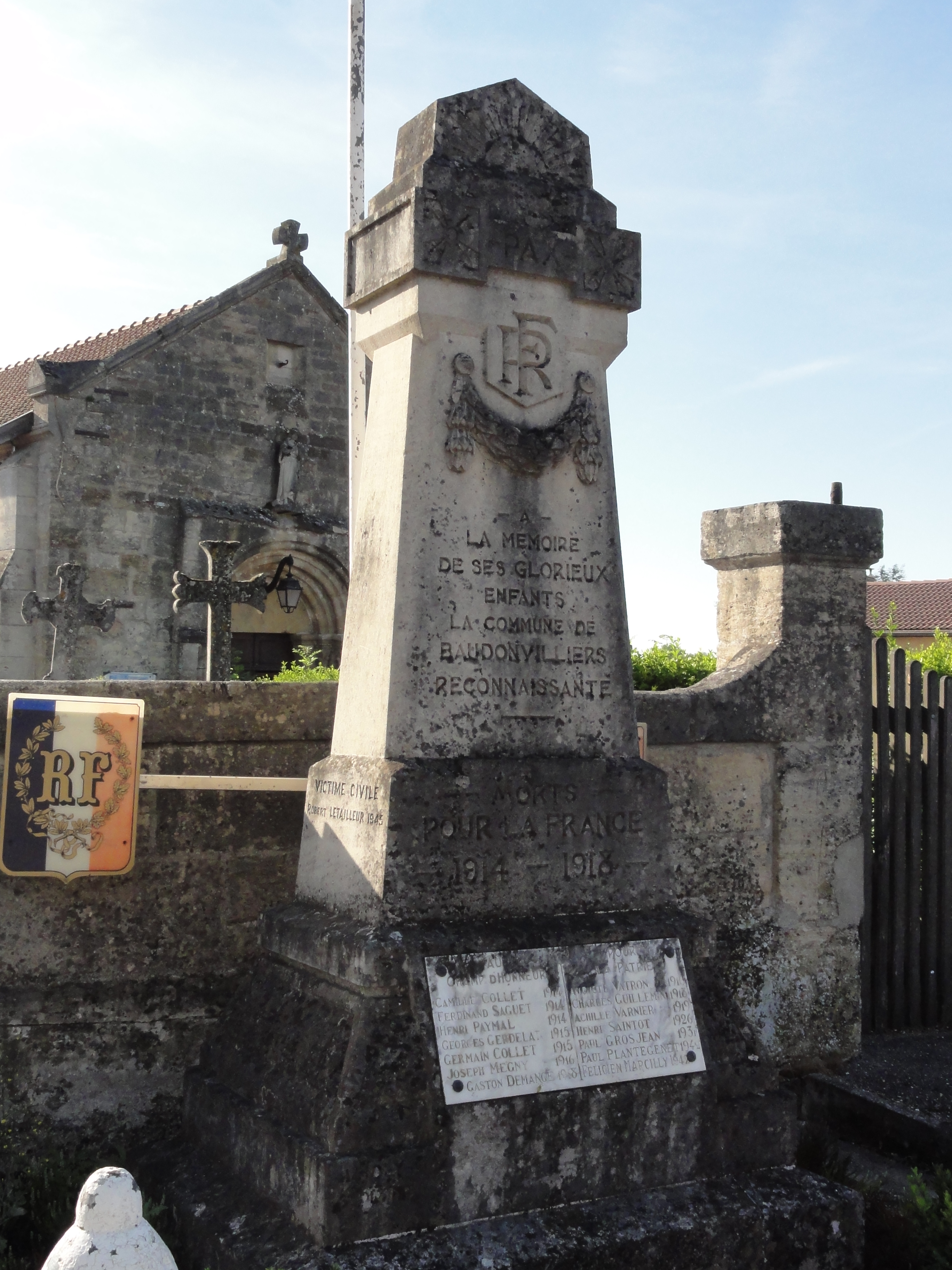
Monument aux morts.
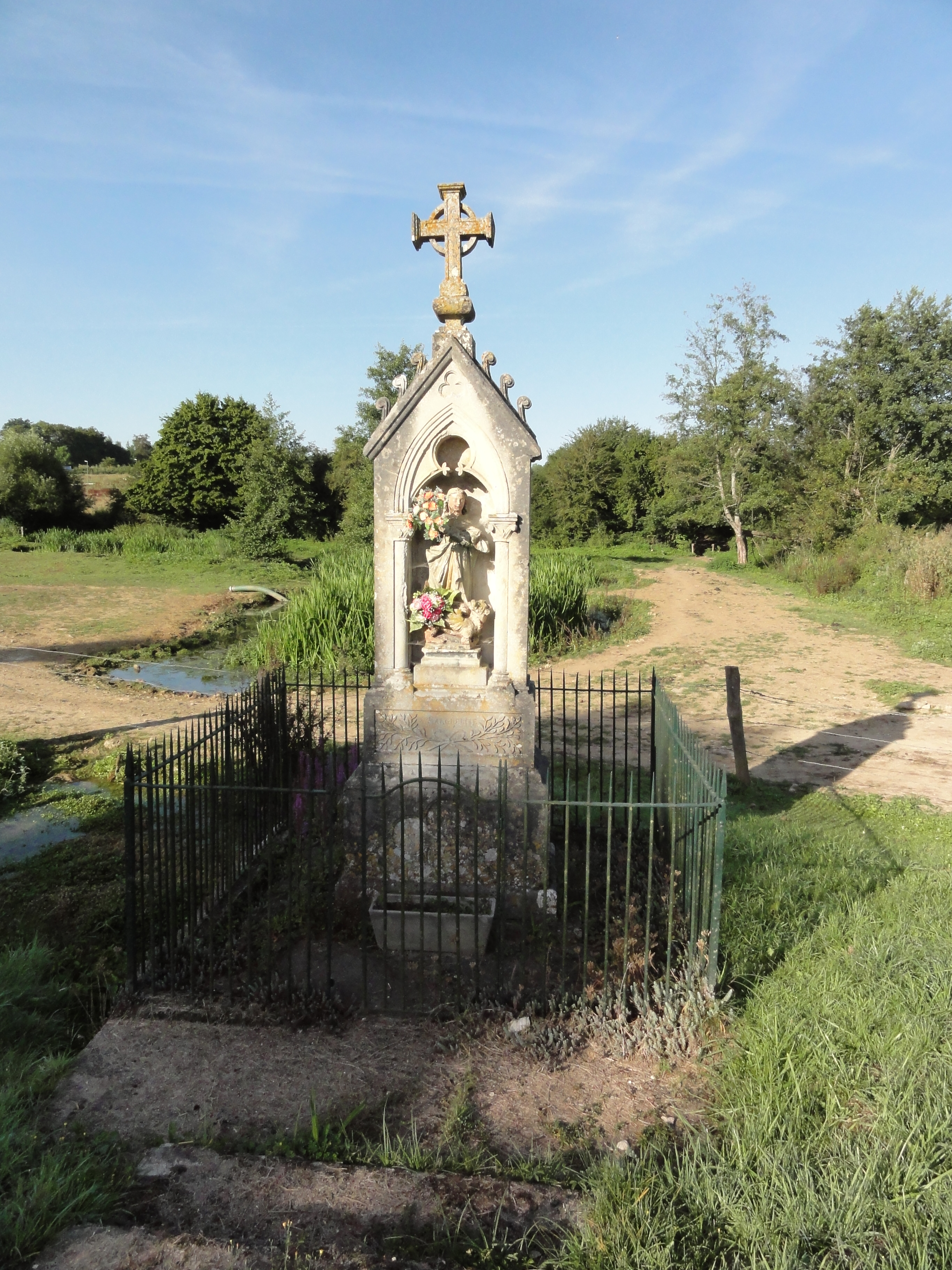
Oratoire.

### Héraldique
| Blason de Baudonvilliers | Blason  | Coupé: au 1er de sinople au hérisson en défense d'or affronté à une vipère d'argent, au 2e de gueules à la fontaine héraldique d'azur, traversée de trois sources d'argent, cerclée d'or et surmontée de deux marguerites d'argent boutonnées d'or. |
| Blason de Baudonvilliers | Détails | Création Robert André Louis. Adopté le 2 avril 2015. |